# Nanmoku
Nanmoku (南牧村, Nanmoku-mura) est un village situé dans le district de Kanra (préfecture de Gunma), au Japon.